# Мако, Александр Эдуардович
Мако Александр Эдуардович (14 [26] июня 1851, Барнаул, Томская губерния — 6 февраля 1925, Томск) — русский живописец, «художник двухмерного пространства»

## Биография
Родился в семье художника-акварелиста, австрийца по происхождению, Иосифа Эдуарда Мако. Окончил Томскую мужскую гимназию (1869).
Уехал в Мюнхен к деду, учился в Мюнхенской АХ.
30 апреля 1874 года получил звание неклассного художника по решению Совета Петербургской Академии художеств за присланные работы «Лошадь при яслях», «Собака», натюрморт «Разные вещи». Работы выставлялись на Весенних выставках АХ.
В конце 1870-х жил в Томске, преподавал рисование в Мариинской женской гимназии, открыл собственную художественную студию. Среди его учеников братья Оржешко (в том числе В. Оржешко), С. И. Голубин. Занимался также скульптурой — бюст П. И. Чайковского для Томского отделения Императорского Музыкального общества, бюст А. С. Пушкина к столетию с дня рождения поэта (1899). В середине 1890-х годов занимался коневодством на Алтае.
В 1905 году переехал в Киев, в 1910—1913 годах активный участник киевских художественных выставок, 7-й Осенней выставки в Петербурге (1912), где с большим успехом представил серию работ, посвящённую охоте. Один из учредителей Общества художников-киевлян (1914). После 1917 года снова выставлялся в Томске.
Писал картины для великого князя Михаила Александровича, был его придворным живописцем. Автор пейзажей, этнографических композиций и охотничьих сцен, в последние годы — батальных сцен.

«Из своих произведений он устраивал выставки, охотно посещавшиеся публикой, которой картины Мако нравились. Выставки эти отличались разнообразием — здесь были картины масляные, акварель, рисунки углем и карандашом; кроме пейзажа, тут были картины и этюды этнографического характера; но особенно Мако любил писать сцены из охотничьей жизни и животных»— А. В. Адрианов «Об искусстве в Томске»
Произведения Александра Мако представлены в Томском областном художественном музее, Томском областном краеведческом музее, Омском музее изобразительных искусств, музейных и частных собраниях Киева и других городов.

## Семья
Александр Мако женился на Вере Павловне Фризель, дочери начальницы Мариинской женской гимназии Елизаветы Александровны Фризель и важного томского чиновника Павла Ивановича Фризеля. Венчание проходило в Санкт-Петербурге, в Адмиралтейском соборе. У Александра и Веры было двое сыновей, Сергей и Александр. Сергей Мако эмигрировал во Францию и стал там известным художником. Александр Александрович остался в Томске и умер, не оставив детей.
Потомки Сергея Мако до сих пор живут во Франции, собирают его картины и хранят многие семейные документы, в том числе письма и открытки от Александра Мако. В 2012 году они познакомились с сибирскими потомками Иосифа Мако и объединили усилия по восстановлению истории семьи и творчества художников Мако. В сентябре 2013 дочь, внучка, внук и два правнука Сергея Мако совершили путешествие из Франции в Томск и познакомились с картинами художников Мако в Томском областном художественном музее и Томском областном краеведческом музее. Также они посетили Барнаул — город, где родился Александр Мако, и село Черга, возле которого находилась его заимка «Рыбнушка».